# Jan Dydak
Jan Zygmunt Dydak, född 14 juni 1968 i Czeladź i Schlesiens vojvodskap, Polen, död 27 mars 2019 i Słupsk i Pommerns vojvodskap, var en polsk boxare som tog OS-brons i welterviktsboxning 1988 i Seoul. Han förlorade genom walk over mot kenyanen Robert Wangila i semifinalen.